# Torchlight II
Torchlight II è un videogioco di ruolo d'azione sviluppato da Runic Games, e pubblicato il 20 settembre 2012. È il sequel del videogioco del 2009, Torchlight, e figura la possibilità di giocare in modalità multiplayer peer-to-peer. La Runic Games originariamente aveva previsto l'uscita della versione per Windows per il 2011, ma a novembre 2011 il presidente della compagnia Travis Baldree ha annunciato il posticipo dell'uscita al 2012.

## Trama
La trama del gioco si ambienta qualche anno dopo gli eventi narrati nel primo capitolo.
Uno dei tre eroi comandati dal giocatore nell'episodio precedente, Alric l'alchimista, corrotto dall'eccessiva esposizione al minerale conosciuto con il nome di Ember (celebre per infondere terribili poteri magici in oggetti e creature varie), distrugge la città di Torchlight e ruba il cuore di Ordrak il maligno, boss finale del primo capitolo, cercando di riportarlo in vita.
Il giocatore, impersonando il nuovo eroe scelto all'inizio della partita, avrà il compito di inseguire e sconfiggere l'alchimista.

## Modalità di gioco
Come nel primo episodio, Torchlight II presenta vari dungeon generati casualmente e completamente esplorabili dal giocatore.
Inoltre, sono presenti numerose quest secondarie e il mondo di gioco appare molto più vasto e vario di quello visto nel predecessore.
Viene inoltre introdotto un ciclo giorno/notte, condizioni atmosferiche variabili e l'interfaccia è stata completamente ridisegnata, apparendo ora più comoda da utilizzare.
Il giocatore può modificare l'aspetto del proprio personaggio, decidendone il sesso, la capigliatura, il colore della pelle e il volto.
Tornano anche in questo seguito, i pet, animaletti che accompagnano il giocatore durante la sua avventura e la possibilità di pescare.

### Classi
Le classi utilizzabili dal giocatore, sono in tutto quattro:
- Engineer; abile combattente, utilizza tecnologia steampunk.
- Outlander; un nomade dalla grande destrezza, è specializzato nell'uso di armi a distanza, come pistole, archi, balestre o fucili.
- Berserk; utilizza attacchi veloci e potenti e speciali poteri dal mondo animale.
- Embermage; un mago abile in attacchi elementali e incantesimi vari.

### Multiplayer
Il gioco presenta una corposa modalità multiplayer, grande mancanza del primo episodio e richiesta a gran voce dai fan, per questo seguito.
La modalità prevede la possibilità di affrontare l'avventura principale in cooperativa, per un massimo di sei giocatori, con loot separato, evitando quindi di incorrere in qualsiasi competizione per accaparrarsi gli oggetti migliori.
Un'addizionale modalità PvP, sarà aggiunta in seguito da Runic Games.
Per giocare online, è necessaria la creazione di un account Runic.

## Accoglienza
Il gioco fu un gran successo di critica, accolto all'unanimità con grande entusiasmo.
Sul sito Metacritic, ha ottenuto un punteggio complessivo di 88 su 100, basato su 65 recensioni; sul GameRankings, il punteggio è un lodevole 88,48%.
Siti italiani di critica videoludica come Multiplayer.it o SpazioGames.it gli hanno assegnato, rispettivamente 9,1 e 9.